# Alegeri prezidențiale în Kârgâzstan, 2021
Alegeri prezidențiale au avut loc în Kârgâzstan în 10 ianuarie 2021. Acestea au fost câștigate cu o pondere de 79,84% de către Sadâr Japarov, membru al Partidului Patriotic de extremă dreaptă. Cu excepția participantului de pe locul 2, Adahan Madumarov (membru al partidului Kârgâstanul Unit), care a câștigat 6,74% din voturi, niciun participant cu a câștigat mai mult de 2,5% din voturi.